# Dendronephthya pütteri
Dendronephthya pütteri is een zachte koraalsoort uit de familie Nephtheidae. De koraalsoort komt uit het geslacht Dendronephthya. Dendronephthya pütteri werd in 1905 voor het eerst wetenschappelijk beschreven door Kükenthal. 